# Bolusia resupinata
Bolusia resupinata är en ärtväxtart som beskrevs av Milne-redh. Bolusia resupinata ingår i släktet Bolusia och familjen ärtväxter. Inga underarter finns listade i Catalogue of Life.

## Bildgalleri